# Seznam nemških šahistov
Seznam nemških šahistov.

## A
- Carl Ahues (1883-1968)
- Adolf Anderssen (1818-1879)
- Volker-Michael Anton (* 1951)
- Ralf Appel (* 1971)
- Lothar Arnold (* 1959)

## B
- Andreas Bachmann (* 1955)
- Jacob Balcerak (* 1979)
- Alexander Bangiev (* 1946)
- David Baramidze (* 1988)
- Curt von Bardeleben (1861-1924)
- Herbert Bastian (* 1952)
- Fritz Baumbach (* 1935)
- Reinhard Baumhus (* 1964)
- Gertrude Baumstark (* 1941)
- Werner Beckemeier (* 1959)
- Günther Beikert (* 1968)
- Jordanka Belic (* 1964)
- Martina Beltz (* 1962)
- Igor Berezowsky (* 1971)
- Steve Berger (* 1981)
- Stephan Berndt (* 1974)
- Hans Besser (1935-2002)
- Michael Bezold (* 1972)
- Paul Rudolph von Bilguer (1815-1840)
- Klaus Bischoff (* 1961)
- Jörg Blauert (* 1964)
- Ludwig Bledow (1795-1846)
- Matthias Bluebaum (1997)
- Max Blümich (1888-1942)
- Uwe Bönsch (* 1958)
- Sebastian Bogner (* 1991)
- Efim Bogoljubow (1889-1952)
- Yuri Boidman (* 1952)
- Otto Borik (* 1947)
- Martin Borriss (* 1970)
- Ekaterina Borulya (* 1969)
- Gerd Branding, (* 1962)
- Arik Braun (* 1988)
- Dennis Breder (* 1980)
- Oliver Brendel (* 1963)
- Andreas Brenke (* 1966)
- Martin Breutigam (* 1965)
- Alfred Brinckmann (1891-1967)
- Stefan Bromberger (* 1982)
- Lucas Brunner (* 1967)
- Vlastimil Budde (* 1952)
- Rainer Buhmann (* 1981)
- Dimitrij Bunzmann (* 1982)
- Brigitte Burchardt (* 1954)
- Heinrich Burger (* 1941)
- Annemarie Burghoff, (* 1955)
- Klaus Busch (* 1965)
- Stephan Busemann, (* 1957)

## C
- Günther Capelan (1932-1992)
- Carl Carls (1880-1958)
- Thomas Casper (* 1959)
- Evgueni Chevelevitch (* 1953)
- Reinhard Cherubim (1906-1980)
- Manfred Christoph (1931-?)
- Panagiotis Cladouras (* 1961)
- Norbert Coenen (* 1968)
- Erich Cohn (1884-1918)
- Wilhelm Cohn (1859-1913)
- Oskar Cordel (1843-1931)
- Anne Czäczine (* 1985)

## D
- Klaus Darga (* 1934)
- Rustem Dautov (* 1965)
- Isabel Delemarre (* 1978)
- Anna Dergatschowa-Daus (* 1969)
- Emil Joseph Diemer (1908-1990)
- Volkmar Dinstuhl (* 1972)
- Anatoli Donschenko (* 1940)
- Fabian Döttling (* 1980)
- Lorenz Drabke (* 1984)
- Jürgen Dueball (1943-2002)
- Jean Dufresne (1829-1893)
- Matthias Duppel (* 1980)
- Eduard Dyckhoff (1880-1949)

## E
- Johannes Eising (* 1935)
- Holger Ellers (* 1976)
- Hans-Marcus Elwert (* 1962)
- Peter Enders (* 1963)
- Holger Eng (* 1961)
- Ludwig Engels (1905-1967)
- Lutz Espig (* 1949)
- Gerald Ettl (* 1971)

## F
- Gerhard Fahnenschmidt (* 1940)
- Petra Feibert (* 1958)
- Bernd Feustel (* 1954)
- Gisela Fischdick (* 1955)
- Gennadij Fish (* 1973)
- Jürgen Fleck (* 1960)
- Martin Forchert (* 1964)
- Heribert Franke (* 1961)
- Peter Fröhlich (* 1972)
- Heinz Fuchs (* 1963)
- Reinhart Fuchs (* 1934)

## G
- Christian Gabriel (* 1975)
- Alexander Gasthofer (* 1985)
- Viktor Gasthofer (* 1957)
- Gernot Gauglitz (* 1962)
- Klaus Gawehns (* 1958)
- Frank Gerhardt (* 1964)
- Wolfgang Gerstner (* 1967)
- Mathias Gerusel (* 1939)
- Karl Gilg (1901-1981)
- Gennadij Ginsburg (* 1971)
- Ewgeni Gisbrecht (* 1973)
- Igor Glek (* 1961)
- Francesco de Gleria (* 1979)
- Manfred Glienke (* 1954)
- Antje Göhler (* 1967)
- Werner Golz (1933-1974)
- Carl Göring (1841-1879)
- Hermann von Gottschall (1862-1933)
- Alexander Graf (* 1962)
- Jürgen Graf (* 1963)
- Rena Graf (* 1966) in
- Florian Grafl (* 1982)
- Sonja Graf-Stevenson (1912-1965)
- David Groß (* 1978)
- Peter Grün (* 1957)
- Holger Grund (* 1979)
- Hans-Ulrich Grünberg (* 1956)
- Oswald Gschnitzer (* 1966)
- Jan Gustafsson (* 1979)
- Lev Gutman (* 1945)

## H
- Ali Habibi (* 1954)
- Aleksander Halifman (* 1986) (rusko-nem.)
- Florian Handke (* 1982)
- Wilhelm Hanstein (1811-1850)
- Daniel Harrwitz (1823-1884)
- Wolfgang Häßler, (* 1956)
- Thorsten Michael Haub (* 1968)
- Daniel Hausrath (* 1976)
- Hans-Joachim Hecht (* 1939)
- Hermann Heemsoth (* 1909-2006)
- Anja Hegeler (* 1965)
- Gundula Heinatz (* 1969)
- Detlef Heinbuch (* 1961)
- Thies Heinemann (* 1971)
- Herbert Heinicke (1905-1988)
- Marion Heintze (* 1954)
- Olaf Heinzel (* 1968)
- Jakob Heissler (* 1964)
- Dirk Hennig (* 1969)
- Heinrich von Hennig (1885-1947)
- Artur Hennings (1940-2003)
- Thomas Henrichs (* 1973)
- Ulf von Herman, (* 1965)
- Manfred Hermann (* 1942)
- Peter Hertel (* 1958)
- Gerald Hertneck (* 1963)
- Ralf Hess (* 1944)
- Olena Hess (* 1974)
- Laszlo Hetey (* 1975)
- Tassilo von Heydebrand und der Lasa (1817-1899)
- Enno Heyken (* 1959)
- Jörg Hickl (* 1965)
- Michael Hoffmann (* 1970)
- Walther Freiherr von Holzhausen (1876-1935)
- Frank Holzke (* 1971)
- Vlastimil Hort (* 1944)
- Bernhard Horwitz (1808-1885)
- Robert Hübner (* 1948)
- Barbara Hund (* 1959)
- Gerhard Hund (* 1932)

## J
- Thomas Jackelen (* 1965)
- Constanze Jahn (* 1963)
- Ottilia Jahn (* 1968)
- Christian Joecks (* 1967)
- Vera Jürgens (* 1969)
- Klaus Junge (1924-1945)
- Artur Jussupow (* 1960)

## K
- Alexander Kabatianski (* 1958)
- Ketino Kachiani-Gersinska (* 1971)
- Wolfgang Kaiser (* 1962)
- Sergei Kalinitschew (* 1956)
- Arkadius Georg Kalka (* 1971)
- Uwe Kaminski (* 1962)
- Rita Kas-Fromm (* 1956)
- Ludger Keitlinghaus (* 1965)
- Rudolf Keller (1917-1993)
- Edith Keller-Hermann (* 1921)
- Guido Kern (* 1961)
- Alfred Kertesz (* 1944)
- Hans-Günter Kestler (* 1939)
- Georg Kieninger (1902-1975)
- Stefan Kindermann (* 1959)
- Igor Khenkin (* 1968)
- Veronika Kiefhaber (* 1976)
- Martin Klebel (* 1966)
- Tamara Klink (* 1967)
- Klaus Klundt (* 1941)
- Siegfried Kluve
- Rainer Knaak (* 1953)
- Berthold Koch (1899-1988)
- Thomas Koch (* 1972)
- Anke Koglin (* 1970)
- Bernd Kohlweyer (* 1964)
- Dietmar Kolbus (* 1966)
- Ljubow Kopylowa (* 1979)
- Ludger Körholz (* 1960)
- Vladimir Kostic (* 1953)
- Olga Kozlowa (* 1976)
- Rainer Kraut (* 1966)
- Martin Kreuzer (* 1962)
- Leonid Kritz (* 1984)
- Witaly Kunin (* 1983)
- Kerstin Kunze (* 1971)

## L
- Anni Laakmann (*1937)
- Alexander Lagunow (* 1967)
- Frank Lamprecht (* 1968)
- Max Lange (1832-1899)
- Hannes Langrock (* 1983)
- Emanuel Lasker (1868-1941)
- Ralf Lau (* 1959)
- Arnd Lauber (* 1976)
- Heinz Lehmann (1921-1995)
- Zoja Lelchuk (* 1961)
- Paul Saladin Leonhardt (1877-1934)
- Felix Levin (* 1958)
- Elena Lewuschkina (* 1984)
- René Liebeau (* 1965)
- Harald Lieb (* 1934)
- Heinz Liebert (* 1936)
- Carsten Lingnau (* 1969)
- Fabian Lipinsky (* 1979)
- Eric Lobron (* 1960)
- Markus Löffler (* 1969)
- Stefan Löffler (* 1968)
- Thomas Luther (* 1969)
- Norbert Lücke (* 1970)
- Christopher Lutz (* 1971)
- Alexander Lytchak (* 1978)

## M
- Heiko Machelett (* 1979)
- Iris Mai (* 1962)
- Alexander Maier (* 1960)
- Christian Maier (* 1959)
- Romuald Mainka (* 1963)
- Jens-Uwe Maiwald (* 1974)
- Burkhard Malich (* 1936)
- Ralph Mallée (* 1945)
- Andreas Mandel (* 1962)
- Christian Mann (* 1971)
- Boris Margoline (* 1971)
- Sönke Maus (* 1967)
- Stepanka Mayer (* 1949)
- Carl Mayet (1810-1868)
- Georg Meier (* 1987)
- Gerlef Meins (* 1970)
- Jakow Meister (* 1955)
- Peter Meister (* 1966)
- Johannes Metger (1850-1926)
- Nils Michaelsen (* 1967)
- Paul Michel (1905-1977)
- Jacques Mieses (1865-1954)
- Tina Mietzner (* 1984)
- Arndt Miltner (* 1957)
- Johannes Minckwitz (1843-1901)
- Günther Möhring ( 1936-2006)
- Stefan Mohr  (* 1967)
- Dieter Mohrlock (* 1938)
- Karsten Müller (* 1970)
- Drazen Muse (* 1971)
- Mladen Muse (* 1963)
- Ilja Mutschnik (* 1985)

## N
- Arkadij Naiditsch (* 1985)
- Alexander Naumann (* 1979)
- Claus-Ulrich Neidhardt (* 1967)
- Thomas Neuer (* 1964)
- Gustav Richard Ludwig Neumann (1838 - 1881)
- Joachim Neumann (*1943)
- Arno Nickel (* 1952)
- Walter Niephaus (1923 - 1992)
- Oliver Niklasch (* 1968)
- Jessica Nill (* 1979)
- Manfred Nimtz (* 1955)
- Liviu-Dieter Nisipeanu (* 1976)
- Waltraud Nowarra (* 1940-2007)

## O
- Marina Olbrich (* 1969)
- Peter Ostermeyer (* 1943)
- Wolfgang Ott (* 1943)

## P
- Luděk Pachman (1924-2003)
- Elisabeth Pähtz (* 1985)
- Thomas Pähtz (* 1956)
- Srdjan Panzalovic (* 1970)
- Peter Panzer (* 1963)
- Louis Paulsen (1833-1891)
- Edin Pezerovic (* 1973)
- Gerhard Pfeiffer (1923-2000)
- Helmut Pfleger (* 1943)
- Jürgen Pichler (* 1961)
- Carsten Pieper-Emden (* 1963)
- Wolfgang Pietzsch (1930-1995)
- Hermann Pilnik (1914-1981)
- Dieter Pirrot (* 1964)
- Joseph Platz (1905-1981)
- Karl-Heinz Podzielny (* 1954)
- Dirk Poldauf (* 1965)
- Rainer Polzin (* 1971)
- Erhardt Post (1881-1947)
- Michael Prusikin (* 1978)

## R
- Robert Rabiega (* 1971)
- Hannes Rau (* 1985)
- Thomas Raupp (* 1958)
- Bernd Rechel (* 1970)
- Helmut Reefschläger (* 1944)
- Oliver Reeh (* 1964)
- Thomas Reich (* 1963)
- Ludwig Rellstab (1904-1983)
- Christoph Renner (* 1967)
- Stefan Reschke (* 1965)
- Christian Richter (* 1978)
- Kurt Richter (1900-1969)
- Michael Richter (* 1978)
- Wolfgang Richter (* 1968)
- Fritz Riemann (1859-1932)
- Friedl Rinder (1905-2001)
- Horst Rittner (* 1930)
- Mathias Röder (* 1966)
- Ludwig Rödl (1907-1970)
- Andreas Röpert (* 1957)
- Ulrike Rössler (* 1977)
- Arkadi Rotstein (* 1961)
- Efim Rotstein (* 1933)
- Matthias Ruf (* 1968)

## S
- Joanna Sadkiewicz (* 1966)
- Mark Safjanowski (* 1950)
- Sergei Salow (* 1940)
- Friedrich Sämisch (1896-1975)
- Christian Sandor (* 1975)
- Oksana Sarana-Hungeling (* 1979)
- Markus Schäfer (* 1969)
- Emil Schallopp (1843-1919)
- Gerhard Schebler (* 1969)
- Andreas Schenk (* 1982)
- Theodor von Scheve (1851-1922)
- Willi Schlage, (1888-1940)
- Zoya Schleining (*1961)
- Rolf Schlindwein (* 1974)
- Philipp Schlosser (* 1968)
- Roland Schmaltz (* 1974)
- Lothar Schmid (* 1928)
- Paul Felix Schmidt (1916-1984)
- Peter Schmidt (* 1969)
- Ewgenia Schmirina (* 1989)
- Eckhard Schmittdiel (* 1960)
- Bernd Schneider (* 1965)
- Wolfram Schön (* 1967)
- Ralf Schöne (* 1961)
- Manfred Schöneberg (* 1946)
- Christian Scholz (* 1973)
- Arnold Schottländer (1854-1909)
- Klaus-Jürgen Schulz (* 1960)
- Ulrich Schulze (* 1950)
- Theo Schuster (1911-1998)
- Miroslaw Schwartz (* 1975)
- Christian Seel (* 1983)
- Rüdiger Seger (* 1968)
- Norbert Sehner (* 1960)
- Christian Sender(* 1961)
- Martin Senff (* 1980)
- Georg Seul (* 1963)
- Sebastian Siebrecht (* 1973)
- Georg Siegel (* 1962)
- Wladimir Skulener (* 1958)
- Roman Slobodjan (* 1975)
- Igor Solomunovic (* 1972)
- Stefan Solonar (* 1956)
- Achim Soltau (* 1938)
- Hans-Hubert Sonntag (* 1954)
- Bela Soos (* 1930)
- Gunter Spieß (* 1964)
- Jan Michael Sprenger (* 1982)
- Markus Stangl (* 1969)
- Hans-Hilmar Staudte (1911-1979)
- Bernd Stein (* 1955)
- Rene Stern (* 1972)
- Mike Stolz (* 1969)
- Hugo Süchting (1874-1916)
- Rudolf Swiderski (1878-1909)

## T
- Siegbert Tarrasch (1862-1934)
- Richard Teichmann (1868-1925)
- Sven Telljohann (* 1971)
- Rudolf Teschner (*1922)
- Henrik Teske (* 1968)
- Matthias Thesing (* 1965)
- Lars Thiede (* 1970)
- Marco Thinius (* 1968)
- Raj Tischbierek (* 1962)
- Bettina Trabert (* 1969)
- Gerd Treppner (* 1956)
- Paul Tröger (1913-1992)
- Christian Troyke (* 1971)

## U
- Wolfgang Uhlmann (* 1935)
- Michail Umansky (* 1952)
- Wolfgang Unzicker (* 1925)
- Julian Urban (* 1969)

## V
- Lothar Vogt (* 1952)
- Karsten Volke (* 1965)
- Maximilian Voss (* 1965)

## W
- Anselm Wagner (* 1972)
- Dennis Wagner (*1987)
- Heinrich Wagner (1888-1959)
- Annett Wagner-Michel (* 1955)
- Matthias Wahls (* 1968)
- Karl August Walbrodt (1871-1902)
- Olaf Wegener (* 1981)
- Jörg Wegerle (* 1985)
- Hannu Wegner (* 1967)
- Stefan Wehmeier (* 1970)
- Alfred Weindl (* 1964)
- Robert von Weizsäcker (* 1954)
- Dimo Werner (* 1952)
- Nellia Widoniak (* 1971)
- Roman Widoniak (* 1972)
- Christian Wilhelmi (* 1976)
- Till Wippermann (* 1980)
- Christoph Wisnewski (* 1980)
- Klaus Wockenfuß (* 1951)
- Mathias Womacka (* 1966)

## Z
- Michael Zeitlin (* 1947)
- Frank Zeller (* 1969)
- Lothar Zinn (1938-1980)
- Arno Zude (* 1964)
- Erik Zude (* 1965)
- Robert Zysk (* 1966)

}